# Laser titane-saphir

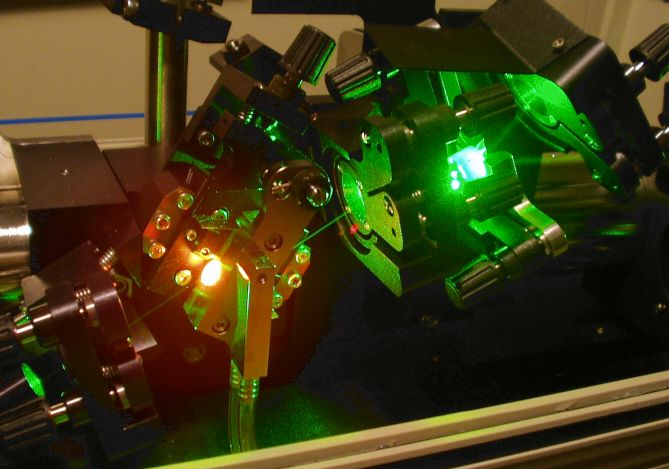
Partie d'un oscillateur titane-saphir. Le cristal est la partie lumineuse en rouge à gauche. La lumière verte provient du laser de pompe.

Les lasers titane:saphir (également connus sous le nom de lasers Ti:Al2O3 ou Ti:Saphir) sont des lasers accordables (en) qui émettent un rayonnement électromagnétique rouge et proche infrarouge de 650 à 1 100 nanomètres. Ces lasers sont principalement utilisés en recherche scientifique grâce à leur ajustabilité et leur capacité à générer des impulsions courtes. Les lasers titane:saphir ont été construits pour la première fois en 1982.
'Titane:saphir' réfère au milieu amplificateur, un cristal de saphir (Al2O3) dopé avec des ions de titane. Un laser Ti:saphir est habituellement pompé par un autre laser à une longueur d'onde comprise entre 514 et 532 nm, tel qu'un laser aux ions d'argon (514,5 nm), ou encore des lasers doublés en fréquence tels que Nd:YAG, Nd:YLF et Nd:YVO (527-532 nm). Les lasers titane:saphir ont généralement une longueur d'onde centrée près de 800 nm.

## Types de lasers titane:saphir

### Oscillateurs à blocage de mode
Les oscillateurs à blocage de mode utilisant des cristaux de titane:saphir comme milieu amplificateur génèrent des impulsions ultra-courtes d'une durée typique de 50 fs à quelques ps, pouvant atteindre dans certains cas 10 fs. La cadence de répétition des impulsions est typiquement comprise entre 70 et 90 MHz. Ces oscillateurs sont classiquement pompés par un laser continu et peuvent délivrer une puissance moyenne de 0,5 à 1,5 watt.

### Chaînes laser à amplification à dérive de fréquence
Les lasers femtoseconde à amplification par dérive de fréquence (ou Chirped pulsed amplification) utilisent souvent des cristaux de titane:saphir comme milieu amplificateur en raison de la largeur spectrale du gain de ces cristaux. Ces systèmes laser génèrent des impulsions ultra-courtes, de très haute intensité avec une durée de 20 à 100 femtosecondes. Un amplificateur typique à un étage peut produire des impulsions de 1 millijoule d'énergie à une fréquence de répétition de 1 kHz, tandis qu'un laser multi-étage peut produire des impulsions de plusieurs joules mais avec une cadence limitée à 10 Hz.
Habituellement, les cristaux d'amplificateurs sont pompés par des lasers impulsionnels Nd:YLF à 527 nm ou des lasers Nd:YAG à 532 nm. 
Deux différents designs d'amplificateurs existent : l'amplificateur régénératif et l'amplificateur multi-passages. Les amplificateurs régénératifs fonctionnent en amplifiant des impulsions uniques provenant d'un oscillateur (voir plus haut). Ils sont constitués d'une cavité laser dans laquelle des interrupteurs optiques rapides (généralement des cellules de pockels) permettent d'injecter ou d'extraire l'impulsion laser à amplifier. Ce type de cavité permet d'atteindre des facteurs amplification de 106, mais ils ont tendance à dégrader le contraste temporel des impulsions en amplifiant l'émission spontanée du cristal.